# Box Canyon (California)
Box Canyon es un área no incorporada ubicada en el condado de Los Ángeles en el estado estadounidense de California.